# Венецианский купец
«Венециа́нский купе́ц» (англ. The Merchant of Venice) — одна из наиболее известных пьес Уильяма Шекспира, написанная, предположительно, в 1596 году. Номинально пьеса обозначена как комедия, однако трагедия одного из главных героев заставляет расценивать данное произведение скорее как драму. Первая постановка состоялась предположительно в 1598 году. Первое издание вышло в 1600 году под заголовком «Превосходнейшая история о венецианском купце. С чрезвычайной жестокостью еврея Шейлока по отношению к сказанному купцу, у которого он хотел вырезать ровно фунт мяса; и с получением руки Порции посредством выбора из трёх ларцов. Как она неоднократно исполнялась лорда-камергера слугами. Написана Уильямом Шекспиром».

## История создания
Для создания своей пьесы Шекспир воспользовался новеллой I, четвёртого дня из сборника «Пекороне» Сера Джованни Флорентийца (анонимного флорентийского автора второй половины XIV века).
Пьеса содержит несколько намёков на сенсационный процесс (1594) придворного врача, португальского еврея Родриго Лопеса и Антонио Переса, испанского государственного деятеля, жившего в Лондоне, — обвинённых в попытке отравить королеву Елизавету. В двух письмах Френсиса Девисона к Роберту Сесилю и лорду Берли, канцлеру Елизаветы, автор называет общего их врага Эссекса «святым Гоббо», что предполагает знакомство с «Венецианским купцом». Этот факт может свидетельствовать в пользу того, что пьеса была написана ранней осенью 1596 года.

## Сюжет
Действие происходит частично в Венеции, частично — в Бельмонте. Молодой Бассанио, находящийся в долгах, решил жениться на богатой красавице Порции и просит помощи у своего друга — венецианского купца Антонио. Антонио не отказывает ему и занимает деньги у еврея-ростовщика Шейлока. По условиям векселя, если он не вернёт долг в срок, то Шейлок имеет право вырезать фунт мяса из тела должника. Бассанио, получив необходимую сумму, отправляется к Порции, где он угадывает ларец (по завещанию её отца, мужем его дочери может стать только тот, кто выберет верный из трёх ларцов) и женится на ней. С ними отправляется и его друг Лоренцо с дочерью Шейлока Джессикой, сбежавшей от своего отца. Тем временем корабли Антонио терпят крушение, и срок уплаты по векселю истекает. Бассанио, узнав об этом, бросается на помощь своему другу. Для разрешения вопроса с уплатой по векселю состоится заседание суда. Суд признает законным право Шейлока на получение неустойки, однако просит его быть милосердным, но Шейлок, ненавидевший Антонио, остаётся неумолим. Порция и её служанка Нерисса, тайно покинув своё поместье, приезжают на заседание суда под видом законоведа и его писца. Порции удаётся повернуть дело так, что Шейлок из истца оказывается обвиняемым в покушении на жизнь христианина. Суд дарует жизнь еврею, но половина его состояния отходит к Антонио, к тому же, по условиям помилования, Шейлок вынужден будет принять христианство.

## Персонажи
- Дож Венеции.
- Прекрасная Порция (1886) худ. Александр Кабанельженихи Порции:
  - Принц Марокканский
  - Принц Арагонский
- Антонио, венецианский купец.
- Бассанио, его друг.
- друзья Антонио и Бассанио:
  - Саланио
  - Саларино
  - Грациано
  - Салерио
- Лоренцо, влюблённый в Джессику.
- Шейлок, богатый еврей.
- Тубал, еврей, друг его.

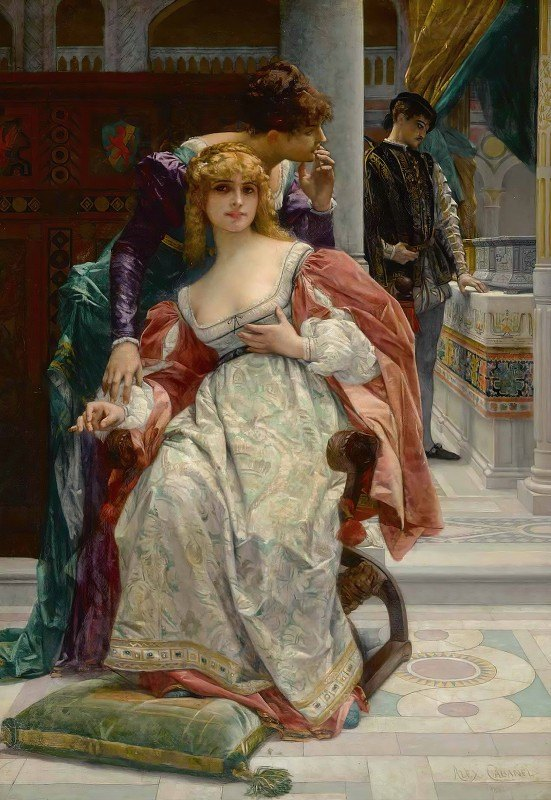
Прекрасная Порция (1886) худ. Александр Кабанель

- Ланчелот Гоббо, шут, слуга Шейлока.
- Старый Гоббо, отец Ланчелота.
- Леонардо, слуга Бассанио.
- слуги Порции:
  - Бальтазар
  - Стефано
- Порция, богатая наследница.
- Нерисса, её служанка.
- Джессика, дочь Шейлока.

## Известные постановки
- 1701 — «Венецианский еврей». Пост. и редакция пьесы Джона Гранвилля; Бассанио — Томас Беттертон, Шейлок — Томас Доггет.
- 1741 — Друри Лейн. Пост. Чарльза Маклина. Оригинальный текст пьесы.
- 1885 — гастроли в С.-Петербурге финской труппы под рук. Бергбума (Шейлок — Лейни, Антонио — Альберг, Гоббо — Линдфорд, Порция — Авелан, Нерисса — Энегрен).
- 1902 — гастроли в Петербурге японской труппы Каваками (отрывки из пьесы; Шейлок — Каваками, Порция — Садаякко).
- 1913 — Deutsches Theater (Берлин; реж. М. Рейнхардт).
- 1927 — Веймарский национальный театр.
- 1933-34 — Ганноверский театр.
- театр «Олд Вик», Лондон (разные годы).
- 1943 — Бургтеатр (Вена). В роли Шейлока — К. Вернер.
- 1949 — Дублинский театр.
- 1956 — Пражский Национальный театр.
- 1958 — Калишский театр им. Богуславского.
- 1903, 1926 — Япония.
- 2001 (?) — Королевский Национальный театр (Лондон). В роли Шейлока — Генри Гудмен.

## Постановки в России
- 8 января 1860 — Александринский театр. Перевод и сценич. обработка Ап. Григорьева. Дож Венеции — Сосницкий, Шейлок — Самойлов, Антонио — Л. Л. Леонидов, Бассанио — Максимов 1-й, старик Гоббо — Зубров, Ланчелотт Гоббо — Алексеев, Лоренцо — Малышев, Саланио — Яблочкин, Саларино — Пронский, Грациано — Степанов, Салерио — Жулев, Тубал — Чернышев, Порция — Жулева, Джессика — Снеткова 2-я, Нерисса — Натарова. Спектакль неоднократно возобновлялся (1862, 1897, 1903, 1909 и др.).
- 1877 — Малый театр. Перевод Павлова; Шейлок — Вильде, Бассанио — А. П. Ленский, Порция — Федотова.
- 1866 — Эриванский театр (переводчик, режиссёр и исполнитель роли Шейлока — Чмышкян).
- 1872 — Казанский театр.
- 1881 — Пушкинский театр (театр Бренко), Москва.
- 30 января 1897 — Александринский театр. Возобновление; бенефис Мичуриной, перевод Вейнберга, реж. Карпов. Дож Венеции — Писарев, Шейлок — Давыдов, Антонио — А. П. Ленский, Бассанио — М. В. Дальский, старик Гоббо — Варламов, Ланчелотт Гоббо — Озаровский, принц Марокканский — Корвин-Круковский, принц Арагонский — Арбенин, Грациано — Аполлонский, Лоренцо — Юрьев, Порция — Мичурина, Джессика — Потоцкая.
- 21 октября 1898 — Московский художественный театр. Реж. К. С. Станиславский и А. А. Санин, худ. — В. А. Симов, композитор — Симон; дож Венеции — И. А. Тихомиров, Шейлок — Дарский, принц Марокканский — В. В. Лужский, принц Арагонский — В. Э. Мейерхольд, Антонио — А. Л. Вишневский, Бассанио — А. И. Адашев, Саланио — Кровский (псевдоним Красовского), Саларино — И. М. Москвин, Грациано — Ланской, Лоренцо — Кошеверов, Тубал — А. А. Санин, старик Гоббо — Чупров, Ланчелотт Гоббо — Г. С. Бурджалов, Балтазар — В. Ф. Грибунин, Стефанио — Тарасов, Порция — М. Ф. Андреева, Нерисса — О. Л. Книппер, Джессика — Алеева.
- 1900 — Ярославский театр.
- 1905 — Товарищество русской драмы под рук. В. Э. Мейерхольда (Шейлок — Мейерхольд).
- 1913 — Театр «Соловцов» (Киев). Реж. Синельников; Шейлок — Павленков, Бассанио — Радин, Грациано — Кузнецов, старик Гоббо — Пельтцер, Порция — Полевицкая, Джессика — Шатрова, Нерисса — Гофман.
- 1916 — Малый театр. Возобновление; реж. И. С. Платон, худ. Браиловский. Шейлок — А. И. Южин и Правдин; Антонио — М. Ф. Ленин, Бассанио — А. А. Остужев, старик Гоббо — Сашин, Ланчелотт Гоббо — Васенин, Грациано — Рыжов, принц Марокканский — Муратов, принц Арагонский — Худолеев, Порция — Пашенная, Нерисса — Щепкина.
- 27 ноября 1920 — Большой драматический театр (Петроград). Реж. А. Н. Бенуа, художники А. Бенуа, эскизы Н. Л. Бенуа, Болотов; комп. Б. В. Асафьев; Шейлок — Монахов, старик Гоббо — Б. Черкасов, Ланчелотт Гоббо — Лаврентьев, принц Марокканский — Музалевский, принц Арагонский — Мичурин, Порция — Комаровская.
- 1926 — Театр им. Сундукяна (Ереван). Реж. Калантар, худ. Якулов
- 1941 — Молотовский театр
- 1940 — Ереванский русский театр
- 1999 — Театр Моссовета, реж. Андрей Житинкин, Шейлок — Михаил Козаков
- 2000 — «Шейлок» (Московский театр «Et Cetera», реж. Роберт Стуруа, сценография и костюмы — Г. Алекси-Месхишвили, композитор — Гия Канчели
- 2010 — «Сатисфакция» (Киевский академический Молодой театр), реж. Станислав Мойсеев
- 2013 — «Фунт правосудия» (театр «ПАН-АРС»), реж. Роман Михеенков. В роли Шейлока — Эрвин Гааз[6].
- 2016 — «Фунт мяса» (БДТ им. Товстоногова), реж. Влад Фурман[7]

## Экранизации
| Год  | Страна                                     | Название                                                                  | В ролях | Режиссёр                       | Примечание                                                                                                 |
| ---- | ------------------------------------------ | ------------------------------------------------------------------------- | --- | ------------------------------ | --- |
| 1908 | США                                        | Венецианский купец (The Merchant of Venice)                               | Уильям Рэноус — Шейлок, Джулия Суэйн Гордон — Порция, Флоренс Тернер — Джессика, Морис Костелло, Пол Панцер | Джеймс Стюарт Блэктон          | Короткометражный немой фильм                                                                               |
| 1910 | Франция                                    | Шейлок, венецианский купец (Shylock, le marchand de Venise)               | Гарри Бор — Шейлок, Ромуальд Жубе — Антонио | Анри Дефонтен                  | Короткометражный немой фильм                                                                               |
| 1911 | Италия                                     | Венецианский купец (The Merchant of Venice)                               | Эрмете Новелли — Шейлок, Франческа Бертини — Джессика, Ольга Джаннини Новелли — Порция | Джироламо Ло Савио             | Короткометражный немой фильм                                                                               |
| 1912 | США                                        | Венецианский купец (Il mercante di Venezia)                               | Уильям Боуман — Шейлок, Миньон Андерсон — Джессика, Флоренс Ла Бади — Порция | Люсиус Хендерсон               | Короткометражный немой фильм                                                                               |
| 1913 | Франция                                    | Шейлок, венецианский купец                                                | Гарри Бор — Шейлок, Ромуальд Жубе — Антонио | Анри Дефонтен                  | Короткометражный немой фильм                                                                               |
| 1914 | США                                        | Венецианский купец(The Merchant of Venice)                                | Лоис Уэбер — Порция, Филлипс Смолли — Шейлок | Филлипс Смолли, Лоис Уэбер     | Немой фильм. Первый полнометражный фильм США, снятый женщиной                                              |
| 1916 | Великобритания                             | Венецианский купец(The Merchant of Venice)                                | Нелли Хатин Бриттон — Порция, Мэтисон Лэнг — Шейлок | Уолтер Уэст                    | Немой фильм.                                                                                               |
| 1919 | Великобритания                             | Венецианский купец(The Merchant of Venice)                                | | Энсон Дайер                    | Немой мультфильм.                                                                                          |
| 1922 | Великобритания                             | Венецианский купец(The Merchant of Venice)                                | Иван Берлин — Шейлок, Сибил Торндайк — Порция | Чаллис Сэндерсон               | Шестой релиз серии «напряженные моменты из великих пьес»                                                   |
| 1923 | Германия                                   | Венецианский купец (Der Kaufmann von Venedig)                             | Вернер Краусс (Шейлок), Ганс Браузеветтер (Ланчелот Гоббо), Карл Эберт (Антонио), Лиа Эйбеншюц (Джессика), Гарри Лидтке (Бассанио), Хенни Портен (Порция), Макс Шрек (Дож Венеции), Альберт Штайнрюк (Тубал)         | Петер Пауль Фельнер            | |
| 1927 | Великобритания                             | Венецианский купец(The Merchant of Venice)                                | Льюис Кассон — Шейлок | Уиджи Ньюман                   | Фонофильм Фореста                                                                                          |
| 1940 | Индия                                      | Шейлок                                                                    | Серукалатур Сама | Серукалатур Сама               | на тамильском языке                                                                                        |
| 1947 | Великобритания                             | Венецианский купец (The Merchant of Venice)                               | Абрахам Соуфер — Шейлок, Маргаретта Скотт — Порция, Остин Тревор — Антонио, Андре Морелл — Бассано, Джилл Бэлкон — Джессика                                                                                          | Джордж Мор О’Ферролл           | Телефильм                                                                                                  |
| 1953 | Франция Италия                             | Венецианский купец (Le Marchand de Venise)                                | Мишель Симон — Шейлок, Андрэ Дебар — Порция, Массимо Серато — Антонио, Армандо Франчоли — Бассано, Лилиана Теллини — Джессика                                                                                        | Пьер Бийон                     | |
| 1955 | Великобритания                             | Венецианский купец (The Merchant of Venice)                               | Майкл Хордерн — Шейлок, Рэйчел Гёрни — Порция, Денис Куилли — Бассано | Хэл Бертон                     | (эпизод телесериала Театр воскресным вечером)                                                              |
| 1961 | Австралия                                  | Венецианский купец (The Merchant of Venice)                               | Оуэн Уэйнготт — Шейлок, Таня Хейлсворт — Порция, Рон Грэхэм — Бассано, Аннетт Андре — Джессика | Алан Бурк                      | |
| 1964 | Великобритания                             | Шейлок против Венецианского купца (Shylock Versus the Merchant of Venice) | Алан МакНотан — Шейлок |                                | короткометражный фильм                                                                                     |
| 1967 | Испания                                    | Венецианский купец (El mercader de Venecia)                               | Хосе Бодало (Шейлок), Хемма Куэрво (Порция), Мариса Передес (Джессика) | Педро Амалио Лопес             | Эпизод телесериала Студия 1                                                                                |
| 1968 | Германия Австрия                           | Венецианский купец (Der Kaufmann von Venedig)                             | Фриц Кортнер (Шейлок), Сабина Синьен (Порция), Гертрауд Йессерер (Джессика) | Отто Шенк                      | Телефильм                                                                                                  |
| 1968 | Финляндия                                  | Венецианский купец (Venetsian kauppias )                                  | Лассе Пёусти (Шейлок), Лиисамайя Лааксонен (Порция), Тарья-Тууликки Тарсала (Джессика) Матти Орависто | Мирьям Химберг                 | Телефильм                                                                                                  |
| 1969 | США                                        | Венецианский купец (The Merchant of Venice)                               | Орсон Уэллс (Шейлок), Чарльз Грей (Антонио), Ожа Кодар, Ирина Малеева — (Джессика) | Орсон Уэллс                    | Телефильм                                                                                                  |
| 1972 | Великобритания                             | Венецианский купец (The Merchant of Venice)                               | Фрэнк Финлей (Шейлок), Чарльз Грей (Антонио), Кристофер Гейбл (Бассанио), Джоан Плоурайт (Порция), Аня Марсон (Джессика), Мэгги Смит (Порция)                                                                        | Седрик Мессина                 | Эпизод телесериала Пьеса месяца                                                                            |
| 1973 | Великобритания                             | Венецианский купец (The Merchant of Venice)                               | Лоренс Оливье (Шейлок), Этнтони Николлс (Антонио), Джереми Бретт (Бассанио), Джоан Плоурайт (Порция), Луиза Пурнелл (Джессика)                                                                                       | Джон Сичел                     | Телефильм                                                                                                  |
| 1976 | Канада                                     | Венецианский купец / The Merchant of Venice                               | Энтони Холланд (Шейлок) | Джон Сичел                     | Телефильм                                                                                                  |
| 1979 | Испания                                    | Венецианский купец / El mercader de Venecia                               | Луис Прендес} (Шейлок); Фернандо Себриан (Антонио), Агата Лис (Порция) | Альберто Гонзалес Вергель      | Телефильм                                                                                                  |
| 1980 | Великобритания                             | Венецианский купец                                                        | Уоррен Митчелл (Шейлок), Джон Рис-L’dbc (Салерио), Джон Неттлз (Бассано), Джемма Джонс (Порция), Лесли Удвин (Джессика)                                                                                              | Джек Голд                      | Телефильм (BBC Shakespeare Collection)                                                                     |
| 1980 | Франция                                    | Венецианский купец (Le marchand de Venise)                                | Жан Ле Пулен | Жан Мансо                      | Телефильм                                                                                                  |
| 1987 | ЮАР                                        | Венецианский купец The Merchant of Venice                                 | | Кен Лич                        | Телефильм                                                                                                  |
| 1990 | Германия Австрия                           | Венецианский купец Der Kaufmann von Venedig                               | Герт Фосс (Шейлок), Игнац Кирхнер (Антония), Эва Маттес (Порция),Юлия Штембергер (Джессика) | Джордж Мурс, Петер Цадек       | Телефильм                                                                                                  |
| 1993 | Россия                                     | Шейлок                                                                    | Кахи Кавсадзе (Шейлок), Ирина Метлицкая (Порция), Марина Майко, Олеся Дорошина, Андрей Руденский, Николай Добрынин, Александр Зуев (Бассанио), Александр Домогаров, Владимир Зайцев, Аркадий Левин, Сергей Карленков | Борис Бланк                    | |
| 1996 | Великобритания                             | Венецианский купец                                                        | Боб Пек (Шейлок), Бенджамин Уитроу (Антонио), Пол Макганн (Бассанио), Хейдн Гвнн (Порция), Кэролайн Кац (Джессика)                                                                                                   | Алан Хоррокс                   | Телефильм Channel 4                                                                                        |
| 2001 | Великобритания                             | Венецианский купец                                                        | Генри Гудман (Шейлок), Дэвид Бамбер (Антонио), Питер Де Джерси(Салерио), Марк Амберс(Саланио), Александр Хэнсон(Бассанио), Дербл Кротти (Порция)                                                                     | Крис Хант Тревор Нанн          | Телефильм Би-би-си, показанный в американском телесериале Шедевры сцены, постановка Royal National Theatre |
| 2002 |                                            | Венецианский купец из племени маори (Te Tangata Whai Rawa o Wēniti)       | Генри Гудмен (Шейлок) | Дон Селвин                     | Первый фильм На языке маори                                                                                |
| 2003 | США                                        | Шекспировский купец (Shakespeare’s Merchant)                              | Брюс Корнвэлл (Шейлок), Дон Стюарт (Антонио), Джон Д. Хэггерти (Бассанио), Лорна Макнаб (Порция), Ианесса Стюарт (Джессика)                                                                                          | Пол Уэгар                      | |
| 2004 | Великобритания · Италия · Люксембург · США | Венецианский купец (The Merchant of Venice)                               | Аль Пачино (Шейлок), Джереми Айронс (Антонио), Джозеф Файнс (Бассанио), Линн Коллинз (Порция), Зулейка Робинсон (Джессика)                                                                                           | Майкл Рэдфорд                  | |
| 2004 | Германия                                   | Венецианский купец (Der Kaufmann von Venedig )                            | Рольф Бойсен (Шейлок), Томас Хольцман (Антонио), Михаэль фон Ау (Бассанио) | Ганс-Клаус Печ                 | |
| 2007 | Сербия                                     | Венецианский купец (Mletacki trgovac )                                    | Предраг Эйдус, Драган Мичанович, Ирфан Менсур, Горан Суслжик, Танья Пьевач | Миливойе Милоевич, Егон Савин  | |
| 2009 | Великобритания                             | Венецианский купец (The Merchant of Venice)                               | Стефани Бэйн, Лаура Бейтс, Лиззи Картер, Роб Картер, Марк Корбин, Тара Краббе, Люси Эванс, Джеймс Эверест, Люси Форчун, Молли Гойер Горман, Том Ярроу, Патрик Вернер                                                 | Дуглас Морс                    | |
| 2010 | Великобритания                             | Купец Маленькой Венеции (Merchant of Little Venice)                       | Аарон Вирди — Шейлок, Бет Кингстон — Порция | Кэролайн Сакс                  | |
| 2014 | Австрия                                    | Венецианский купец (The Merchant of Venice)                               | Адриан Эрёд (Шейлок) Чарльз Уоркмэн (Бассанио) Кэтрин Левек (Джессика) | Феликс Брайзах                 | фильм-опера на музыку Анджея Чайковского                                                                   |
| 2015 | Великобритания                             | Венецианский купец (The Merchant of Venice)                               | Джейкоб Форчун-Ллойд (Бассанио), Макрам Хури (Шейлок), Пэтси Ферран | Полли Финдли, Бриджет Колдуэлл | Королевская шекспировская компания                                                                         |
| 2015 | Великобритания                             | Венецианский купец (The Merchant of Venice)                               | Давид Сереро (Шейлок), | Давид Сереро                   | Сефардский вариант пьесы с песнями на языке ладино                                                         |
| 2016 | Великобритания                             | Венецианский купец (The Merchant of Venice)                               | | Эндрю Проктор                  | |
| 2016 | Великобритания                             | Венецианский купец (The Merchant of Venice)                               | Джонатан Прайс (Шейлок), Доминик Мафэм (Антонио), Реге Пейдж (Соланио), Даниел Лапейн (Бассанио),Рэйчел Пикап (Порция)                                                                                               | Робин Лок, Джонатан Манби      | «Глобус» на экране                                                                                         |
| 2017 | США, Италия                                | Риальто (Rialto)                                                          | | Хосе Андре Сибаха              | По мотивам пьесы                                                                                           |

## Переводы на русский язык
- 1831 — В. Якимов
- 1839 — Н. Павлов (прозаический перевод)
- Н. X. Кетчер
- А. Л. Соколовский
- 1866 — П. И. Вейнберг
- 1877 — Н. Шепелев
- 1893 — П. А. Каншин
- 1936 — перевод И. Б. Мандельштама
- 1937 — [www.lib.ru/SHAKESPEARE/kupec.txt перевод] Т. Л. Щепкиной-Куперник
- [lib.ru/SHAKESPEARE/shks_mercant3.txt перевод] О. Сороки

## Культурное влияние
- Пьеса «Венецианский купец» является сюжетом в сюжете в ретродетективе Д. Клугера «Последний выход Шейлока».
- Кристофер Мур в своём комедийном романе «Венецианский аспид» (2014) делает Порцию и Дездемону сёстрами. Остальные персонажи романа (кроме главного героя) — персонажи «Венецианского купца» и «Отелло».
- Сюжет с тремя ларцами был использован в серии логических задач Рэймонда Смаллиана, в которых надо узнать в какой шкатулке лежит портрет Порции[8].
- В честь героини пьесы «Венецианский купец» назван открытый в 1986 году внутренний спутник Порция планеты Уран, возглавляющий группу Порции, в которую входят также спутники Бианка, Крессида, Дездемона, Джульетта, Розалинда, Купидон, Белинда и Пердита со схожими орбитами и фотометрическими свойствами. Интересно, что одноимённый астероид (1131) Порция, открытый в 1929 году, носит имя другой шекспировской героини — жены Марка Брута из трагедии «Юлий Цезарь».
- В фильме «Джентльмены» Гая Ричи, главный герой Микки Пирсон (Мэттью Макконахи) требует в наказание у обманувшего его бизнесмена большую сумму денег и фунт плоти.
- В фильме «Семь» Дэвид Финчер, убийца в наказание за грехи вырезает фунт плоти у алчного адвоката.